# Morristown (Nova York)
Morristown és una població dels Estats Units a l'estat de Nova York. Segons el cens del 2000 tenia 456 habitants.

## Demografia
Segons el cens del 2000, Morristown tenia 456 habitants, 180 habitatges, i 117 famílies. La densitat de població era de 179,7 habitants/km².
Dels 180 habitatges en un 31,7% hi vivien nens de menys de 18 anys, en un 48,3% hi vivien parelles casades, en un 12,8% dones solteres, i en un 35% no eren unitats familiars. En el 30,6% dels habitatges hi vivien persones soles el 12,8% de les quals corresponia a persones de 65 anys o més que vivien soles. El nombre mitjà de persones vivint en cada habitatge era de 2,47 i el nombre mitjà de persones que vivien en cada família era de 3,01.
Per edats la població es repartia de la següent manera: un 27,9% tenia menys de 18 anys, un 5,7% entre 18 i 24, un 27% entre 25 i 44, un 25,9% de 45 a 60 i un 13,6% 65 anys o més.
L'edat mediana era de 37 anys. Per cada 100 dones de 18 o més anys hi havia 88 homes.
La renda mediana per habitatge era de 27.969 $ i la renda mediana per família de 30.938 $. Els homes tenien una renda mediana de 26.563 $ mentre que les dones 20.000 $. La renda per capita de la població era de 14.156 $. Entorn del 12,1% de les famílies i el 18,9% de la població estaven per davall del llindar de pobresa.